# Pedro Masaveu Peterson
Pedro Masaveu Peterson (Oviedo, 1939 - Madrid, 15 de enero de 1993) fue un empresario y mecenas ovetense.
Hijo de Pedro Masaveu Masaveu y de Juj Peterson Sjonell estudió derecho en la Universidad de Oviedo. En 1968 es nombrado, tras la muerte de su padre, consejero de Banesto y vicepresidente de la Corporación Industrial del Banco, consejero de Hidroeléctrica del Cantábrico y de innumerables sociedades.
Junto con su hermana María Cristina Masaveu Peterson ostentaban la mayoría del capital de la Corporación Masaveu, conglomerado de empresas cementeras y financieras. En septiembre de 1980 es nombrado primer presidente de la Fundación Príncipe de Asturias de la cual fue cofundador. En 1987 renuncia al cargo por sus problemas de salud.

## Mecenas
En su faceta como mecenas destaca su colección de arte. Tras su muerte, parte de ella pasó a manos del Principado de Asturias como pago de los derechos de herencia. La colección estaba integrada por cuadros de pintores de los siglos XIV al XX destacando Berruguete, Ribera, Zurbarán, El Greco, Rubens y Goya.

## Distinciones
En 1984 le fue concedida la Gran Cruz de la Orden del Mérito Civil.
- Datos: Q6069487